# Chyavana

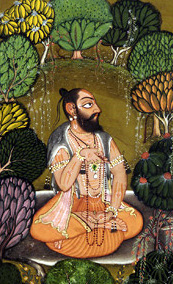
Darstellung Chyavanas, um 1660–1670

Chyavana (Sanskrit च्यवन Cyavana [ˈʧjʌʋʌnʌ] „regsam“) ist ein Maharishi der indischen Mythologie, einer der Abkömmlinge des Rishis Bhrigu.
In der vedischen Literatur wird er als alter Mann in einen Jüngling verwandelt.
Als Chyavana alt und verlassen war, statteten ihn nach dem Rigveda die Ashvins mit einem neuen, jungen Körper aus und machten ihn zum Gatten von Jungfrauen. Im Shatapatha-Brahmana wird erzählt, wie dem alten Chyavana die junge Sukanya zur Frau gegeben und diese von den Ashvins bedrängt wird. Als sie sich nicht auf die beiden einlassen will, wird sie nach dem Grund gefragt, warum sie ihnen einen alten Mann vorziehe. Sie erwidert auf Chyavanas Rat hin, dass sie die Ashvins als ebenso unvollkommen ansehe wie ihren Gatten, den Grund dafür aber erst preisgeben wird, wenn sie Chyavana verjüngen werden. Sie verjüngen ihn und erfahren von Chyavana, dass sie zu einem gegenwärtig in Kurukshetra stattfindenden Opferfest der anderen Götter nicht eingeladen sind und deshalb nicht als vollkommen betrachtet werden können. Die Ashvins stellen die anderen Götter daraufhin zur Rede und zeigen ihnen, warum ihre bisherigen Opfer unvollständig waren. Seitdem nehmen die Ashvins als Opferpriester bei den Opfern teil.
In nachvedischen Schriften wird die Geschichte fortgeführt. Im Mahabharata wird der verjüngte Chyavana von König Saryati besucht und beide wollen gemeinsam ein Opfer bringen. Als Chyavana den Ashvins Soma opfern will, erscheint Indra und verbietet es ihm. Als seine Überredungskünste nicht fruchten, führt er den Ritus weiter fort, worauf Indra Donner auf Chyavana schleudert. Der Donner kann ihm jedoch nichts anhaben, stattdessen kommt aus seiner Stärke ein riesiger Dämon namens Mada ins Leben, der Indra vertreibt. Das Opfer für die Ashvins konnte so gegen den Willen Indras dennoch vollzogen werden.